# Banco central

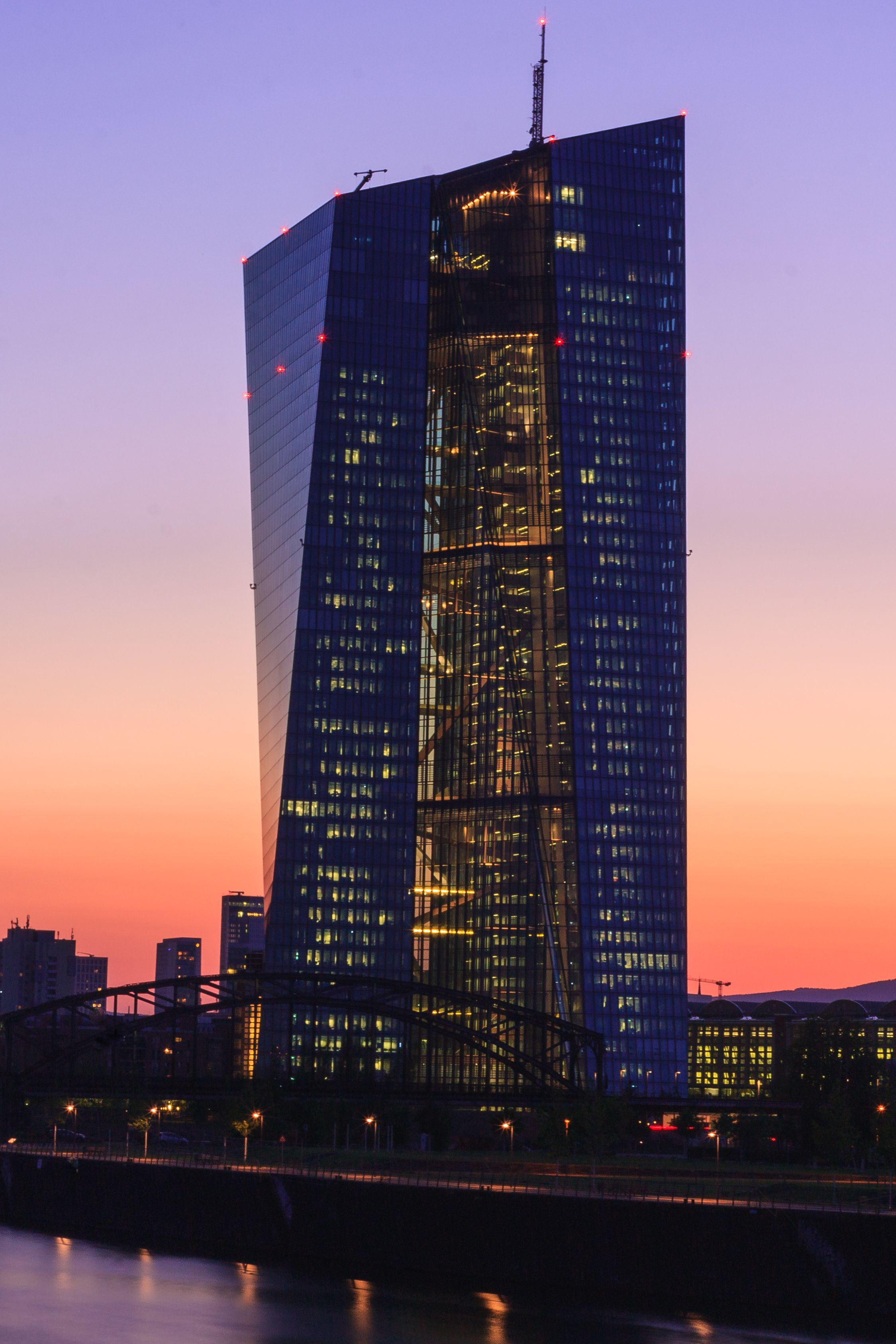
Sede del Banco Central Europeo en Fráncfort.

El banco central es la institución que en la mayoría de los países ejerce como autoridad monetaria y como tal suele ser la encargada de la emisión del dinero legal y en general de diseñar y ejecutar la política monetaria del país al que pertenece.
Estos bancos suelen ser entidades de carácter público y, en la práctica contemporánea de un gran número de países, se afirma que son entidades autónomas e independientes del Gobierno del país (o grupo de países) al que pertenecen.

## Funciones
El banco central posee dos funciones muy importantes dentro del sistema económico de un país.
La primera función es preservar el valor de la moneda y mantener la estabilidad de precios, y para ello su principal herramienta es el manejo de las tasas de interés. Cuando se utilizaba el patrón oro, el valor de los billetes emitidos por los bancos centrales estaba expresado en términos del contenido de ese metal, o eventualmente de algún otro, que el banco trataba de mantener en ciertos niveles a través del tiempo.
La segunda es mantener la estabilidad del sistema financiero, ya que el banco central es el banco de los bancos, sus clientes no son personas comunes y corrientes o empresas particulares, así como el Estado y los bancos estatales o privados existentes dentro del territorio de la nación a la cual pertenece. El banco central toma los depósitos de sus clientes y los guarda en cuentas que estos tienen en él. Con dichas cuentas los clientes realizan transacciones con otros bancos a través de los sistemas de pagos y compensación (SNCE, TARGET2), al igual que un particular en un banco comercial utiliza su cuenta para realizar transacciones con otro particular. A su vez, el banco central también otorga préstamos a bancos con dificultades de liquidez, o incluso a otros Estados.
Normalmente, en circunstancias de guerra, los gobiernos de un país solucionan sus necesidades financieras con su propio banco central.

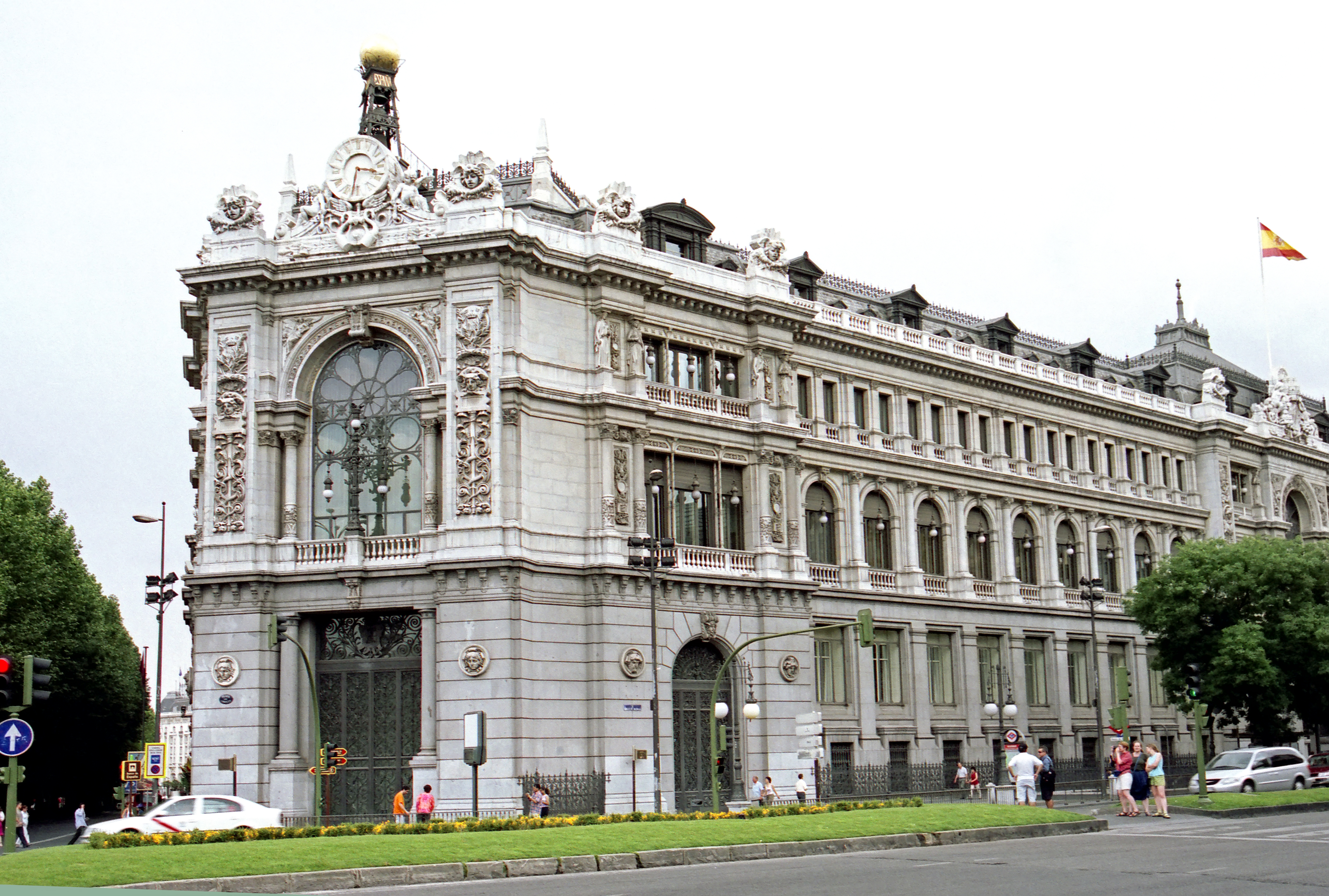
Edificio del Banco de España en Madrid.

Los bancos centrales se constituyen en
- Custodios y administradores de las reservas de oro y divisas;
- Proveedores de dinero de curso legal;
- Ejecutores de políticas cambiarias;
- Responsables de las políticas monetarias y la estabilidad de precios;
- Prestadores de los servicios de Tesorería y agentes financieros de la Deuda Pública de los gobiernos nacionales;
- Asesores del Gobierno, en los informes o estudios que resulten procedentes.
- Auditores, encargados de realizar y publicar las estadísticas relacionadas con sus funciones;
- Prestamistas de última instancia (bancos de bancos);
- Promotores del correcto funcionamiento y de la estabilidad del sistema financiero, así como de los sistemas de pagos;
- Supervisores de la solvencia y del cumplimiento de la normativa vigente, respecto de las entidades de crédito, u otras entidades o mercados financieros cuya supervisión esté bajo su tutela.

Todas estas características y funciones llevan a que los bancos centrales tengan gran influencia en la política económica de los países y a que sean una pieza clave en el funcionamiento de la economía. Estos controlan el sistema monetario, es decir, el dinero que circula en la economía, procurando evitar que se produzcan efectos adversos como los altos niveles de inflación o de desempleo, así como situaciones negativas en el sistema crediticio, a través de la regulación de las tasas de interés que los bancos ofrecen o cobran a sus clientes, y a través del encaje bancario que le exigen a los bancos y otras instituciones financieras y del sistema cambiario, controlando el valor de la moneda local frente al de las monedas extranjeras.

## Emisión del dinero

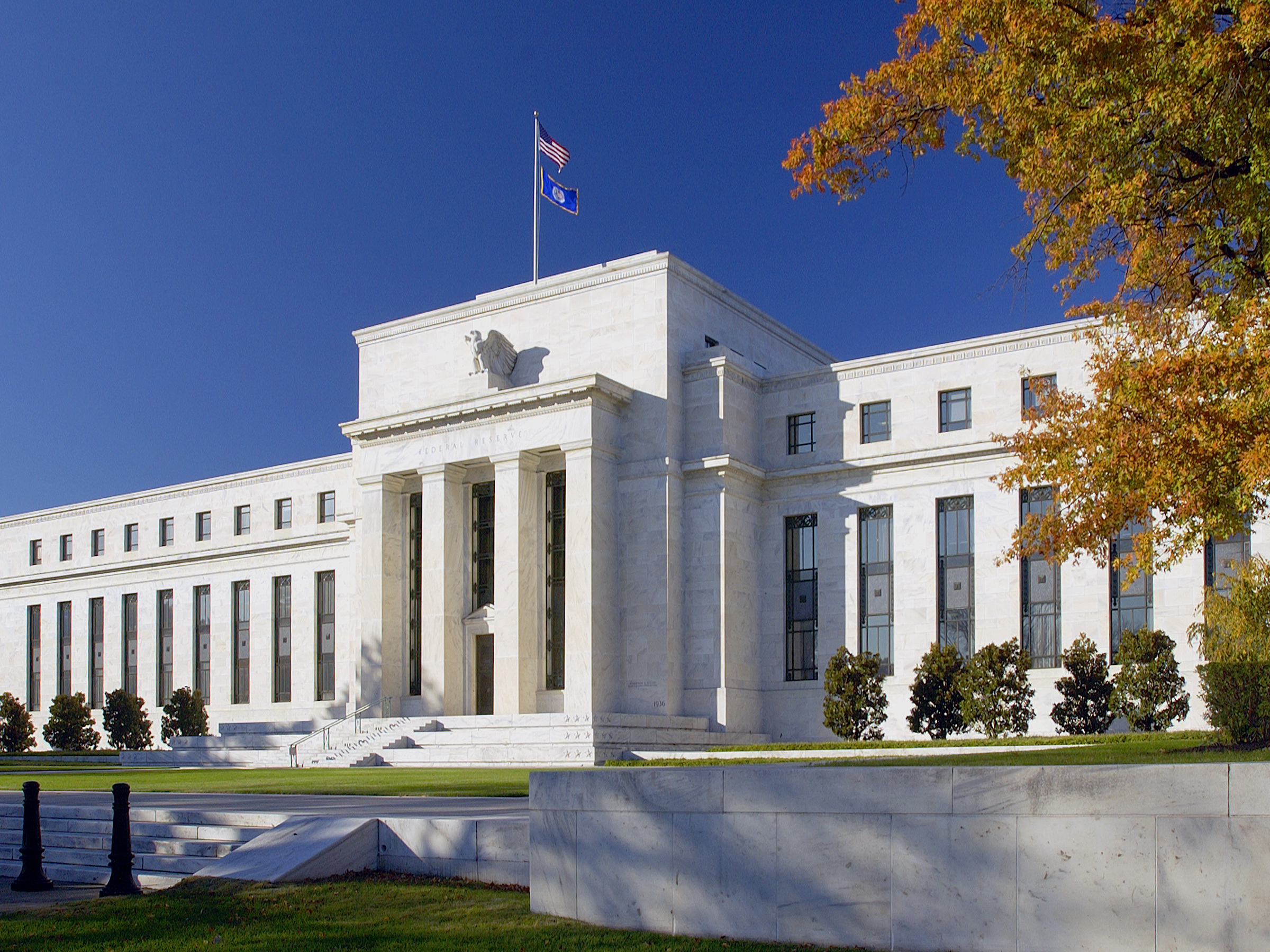
Edificio de la Reserva Federal estadounidense.

Con el fin de cumplir con sus funciones, el banco central tiene el monopolio de la emisión del dinero legal, por lo tanto, el banco central, dependiendo de las condiciones económicas del país (inflación, desempleo, etc.), decide, emitir o drenar liquidez del sistema a través de las diferentes herramientas, como pueden ser, las operaciones de mercado abierto, facilidades permanentes y las reservas mínimas.
El dinero físico (billetes y monedas) es fabricado por las casas de moneda (ceca), estas entidades fabrican las cantidades y tipos de billetes o monedas que le solicite el Banco Central para ser distribuido a los bancos comerciales.
Además de emitir o drenar liquidez del sistema, los bancos centrales, por medio de los bancos comerciales, se encargan de retirar las monedas y billetes deteriorados y sustituirlos por unos nuevos.
Algunos economistas de la denominada "Escuela austríaca" como Von Mises, Hayek o Murray Rothbard han sostenido que el banco central puede causar estragos en una economía, mediante una sistemática devaluación de la moneda, puesto que no tiene un valor físico e intrínseco que la sustente (como podría ser el oro); de esta manera, se podría crear un exceso de moneda, y así dar lugar a una interminable inflación.[cita requerida] 

## Independencia del banco central

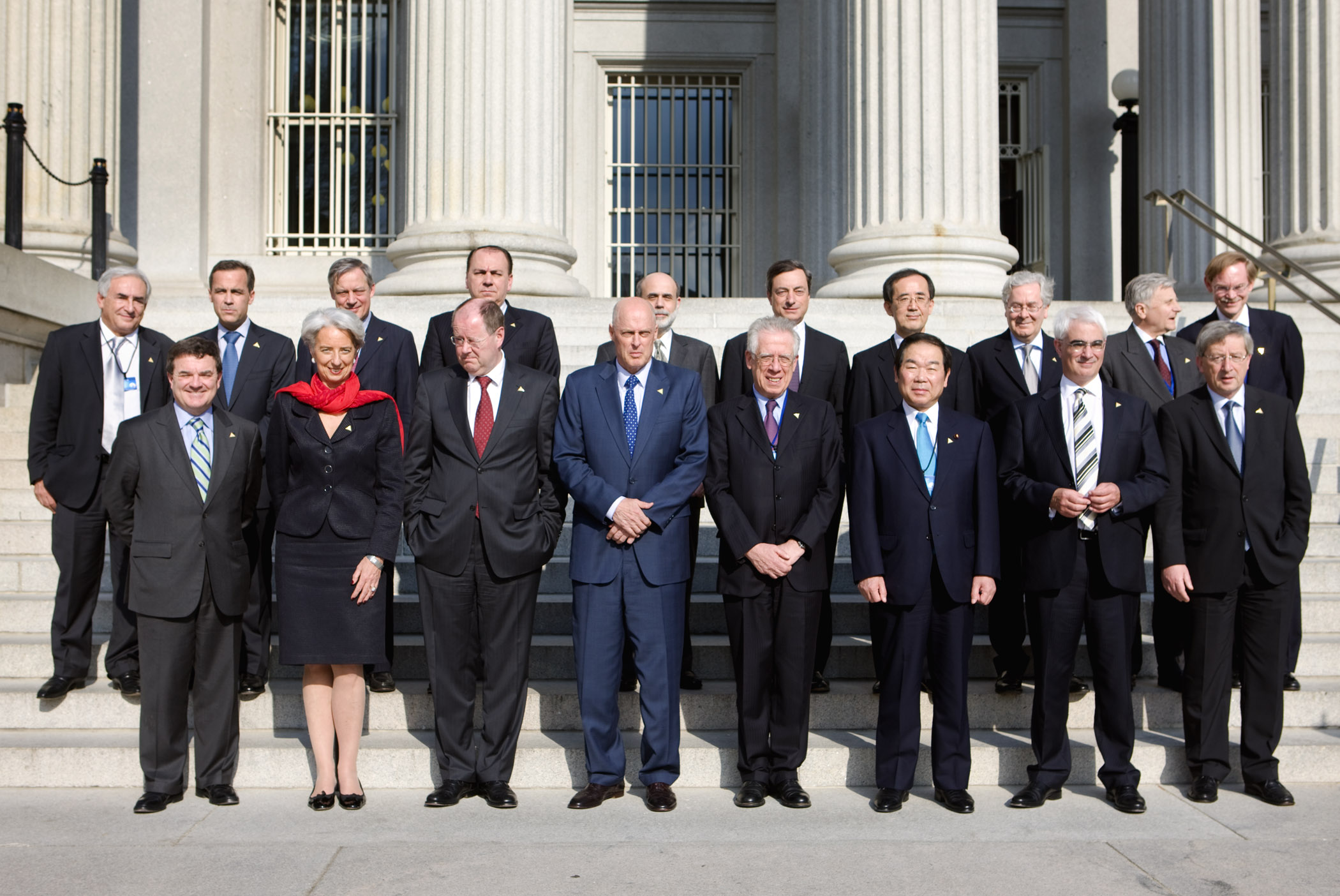
Los ministros de economía del G7 y los gobernadores de sus respectivos bancos centrales reunidos junto con el presidente del Eurogrupo (Jean-Claude Juncker), el director del FMI (Dominique Strauss), el presidente del BCE (Jean-Claude Trichet), y el presidente del Banco Mundial (Robert Zoellick) en Washington, 2008.

De acuerdo con el Banco Central Europeo, numerosos estudios, análisis teóricos, y datos empíricos sostienen que la independencia del banco central, favorece el control de la inflación y la estabilidad de precios. Por este motivo, se concibe al banco central como un organismo público independiente del Gobierno del Estado al que pertenece. De esta manera, el banco central tratará de conservar esa independencia, y ello garantizará su buen funcionamiento, y el correcto desarrollo de la economía del Estado.

En esta línea, también sostenida por el FMI, la independencia del banco central queda establecida en su marco institucional, en las leyes y demás normas que lo regulan, de forma que ni el propio banco, ni ninguno de sus miembros rectores, pueda solicitar o aceptar instrucciones del Gobierno del Estado al que pertenece, ni de ningún otro. A su vez, las instituciones y organismos estatales, así como sus Gobiernos, se comprometen a respetar esta independencia. Para asegurar esta independencia, se toman ciertas medidas, entre otras:
- Los mecanismos financieros del banco central, se mantienen separados de aquellos del Gobierno del Estado al que pertenecen, disponiendo de su propio presupuesto.
- Los gobernadores y directores, nombrados por el Gobierno del Estado al que pertenecen, tienen garantizada la seguridad de sus cargos de la siguiente forma:
  - un mandato mínimo, de periodo mayor al propio del Gobierno del Estado al que pertenecen;
  - la destitución únicamente en caso de incapacidad o falta grave;
- Se impide la concesión de créditos al propio Estado al que pertenecen, lo que le protege en mayor medida de cualquier influencia de los poderes públicos.
- El banco central tiene capacidad para analizar, de forma independiente, los diversos fenómenos económicos que se presenten y de diseñar y aplicar la política a su cargo sin estar sujeto a otras instancias del Estado.

Por otro lado, la independencia del Banco Central ha sido mantenida por la corriente neoconservadora que alcanzó su apogeo en las décadas del ochenta y noventa.
Ejemplos de modelos que se presentan como autónomos e independientes de sus Gobiernos, podrían ser el mismo Banco Central Europeo —y todos los bancos miembro del Sistema Europeo de Bancos Centrales— o la Reserva Federal de los Estados Unidos.
Sin embargo, otras corrientes de pensamiento económico sostienen que detrás del argumento de la independencia del banco central están los intereses privados del sector financiero, los que gestionan la política monetaria de los bancos centrales. Argumenta el economista mexicano Arturo Huerta González que "en vez que el banco central sea independiente del gobierno y que responda a objetivos no democráticos que favorecen al capital financiero, debe ser una institución que responda a los objetivos democráticos de los representantes que son electos y que tienen que atender las demandas nacionales de crecimiento económico y pleno empleo que garanticen condiciones de estabilidad económica y política". Le Heron y Carre han criticado la falta de efectivos controles democráticos sobre bancos centrales autónomos: "en un régimen de credibilidad, los banqueros centrales ni son electos por la gente ni son agentes gubernamentales. El público general no tiene poder sobre ellos", crítica que también sustentan Berman y McNamara y el Premio en Ciencias Económicas en memoria de Alfred Nobel Joseph Stiglitz. La posición crítica puede sintetizarse en que "Si se quiere una idea conservadora, antipolíticas y de preservación de intereses de minorías privilegiadas, no hay que buscar mucho. Se encuentra en la expuesta con la “independencia” del Banco Central".

## Deberes ante el Gobierno de los estados
Sin perjuicio de la independencia propia del banco central respecto el Gobierno del Estado al que pertenece, se dan también las siguientes condiciones, que el banco central debe cumplir para con el mismo Estado:
- Transparencia:[23] El banco central pone a disposición del público y de los mercados toda la información relevante sobre su estrategia, evaluación y decisiones de política monetaria, así como sobre sus procedimientos de una forma abierta, clara y oportuna.
- Rinde cuentas de su gestión en el ejercicio de su mandato ante las instituciones democráticas y los ciudadanos.[24] Para ello, tiene auditores independientes, y diferentes estamentos encargados de presentar, entre otros, un informe anual sobre sus actividades, balance de cuentas y sobre la política monetaria del año anterior y del año en curso.
- Reparto de beneficios: descontados los costes de mantenimiento, pago de salarios, informes, etcétera, los beneficios de todo banco central, revierten en el Estado al que el banco pertenece,[25][26][27] o en el incremento de los posibles fondos de garantía, que este tenga establecido.